# 英格丽德·芬格
英格丽德·芬格（英語：Ingrid Fenger，1985年6月26日—），澳大利亚女子赛艇运动员。她曾代表澳大利亚参加奥地利林茨举行的2008年世界赛艇锦标赛，获得女子轻量级四人双桨金牌。